# Ástor García Suárez
Ástor García Suárez (Oviedo, 1978) é um professor e político espanhol. Ele é o atual secretário-geral do Partido Comunista dos Trabalhadores da Espanha.

## Trajetória

### Primórdios e PCPE
Formou-se em Direito pela Universidade de Oviedo e iniciou sua militância comunista no início dos anos 2000, participando dos protestos estudantis contra a LOU. Nas eleições municipais de 2007 fez parte das listas do Partido Comunista dos Povos da Espanha para o prefeito de Oviedo. Pouco depois, tornou-se líder político do PCPE de Rioja e membro do Comitê Central, e nas eleições gerais de 2008 foi cabeça de lista do Congresso da província de Rioja. Ele também foi cabeça de lista do PCPE nas eleições regionais para o Parlamento de Rioja em 2011 e 2015.

### Cisma no PCPE
Em 2017 houve uma cisão dentro do PCPE, que levou uma parte do partido a eleger um novo secretário-geral para Ástor García, em detrimento de Carmelo Suárez, secretário-geral desde 2002. Garcia teve o apoio de praticamente todos os Coletivos da Juventude Comunista e de parte das organizações territoriais do partido, mas não do Comitê Central, que apoiou majoritariamente Carmelo Suárez e denunciou a eleição de Garcia como um "ato fracionado".